# 曼森·吉布森
曼森·吉布森（1963年5月5日—），傳奇性退役拳手，曾贏得12次泰拳及踢拳的世界錦標賽，被譽為其中一個最成功的美國踢拳運動員，職業生涯獲勝超過100次，當中超過80次將對手擊倒，包括40次踢頭擊倒。他的綽號包括：爆破大師（The Master Blaster）、泰拳殺手（The Thai Killer）和黑人李小龍（The Black Bruce Lee），其看家本領為旋轉踢和轉身鞭拳，屬速度和力量兼備的選手，其殺著往往後發先至，而且可將對手擊暈甚至打飛出場外。